# Морхово
Морхово (рос. Морхово) — присілок в Холмському районі Новгородської області Російської Федерації.
Населення становить 157 осіб. Входить до складу муніципального утворення Морховське сільське поселення.

## Історія
Від 2004 року входить до складу муніципального утворення Морховське сільське поселення.

## Населення
| 2010 |
| ---- |
| 157  |